# چاپ فلزی

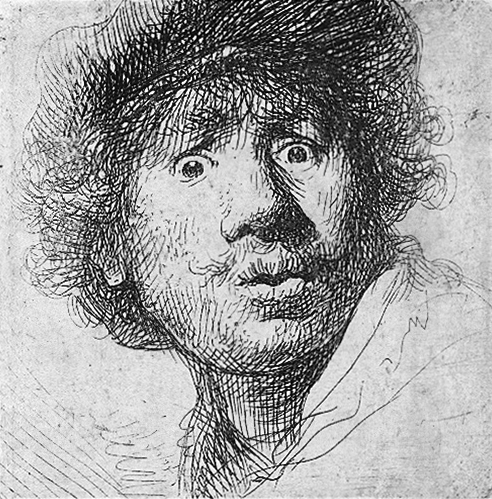
خودچهره‌نگاری رامبرانت به روش قلم‌سیاه تیزابی.

چاپ فلزی، چاپ تیزابی یا اِچینگ (به انگلیسی: Etching) (سیاه‌قلم تیزابی و چاپ‌نقش تیزابی هم نامیده شده است) نوعی روش حکاکی است که در آن خطوط و بافت‌ها توسط اسید یا ثابت کننده از روی قسمتی از صفحه‌ای فلزی (معمولاً مس) که در برابر اسید محافظی ندارد پاک می‌شود.
به عنوان یک روش چاپ، همراه با حکاکی، مهم‌ترین تکنیک برای چاپ‌های اصلی قدیمی است و امروزه به‌طور گسترده مورد استفاده قرار می‌گیرد. در تعدادی از انواع مدرن مانند چاپ فلزی میکروساخت و فرز فتوشیمیایی، این یک تکنیک حیاتی در بسیاری از فن‌آوری‌های مدرن از جمله بردهای مدار است.
تصویر ایجاد شده دارای همان کیفیت دیداری به لحاظ کاربرد خط است که در طراحی با مداد یا قلم فلزی مشاهده می‌شود.
چاپ‌های تیزابی آغازین در اوایل سدهٔ ۱۶ میلادی دیده شده است ولی اصول اولیه این فن پیشتر برای تزئین خودها و زره‌ها استفاده می‌شده است. بزرگ‌ترین تیزاب‌کار تاریخ هنر، رامبرانت می‌باشد. در سدهٔ بیستم میلادی از این فن بیشتر برای تصویرسازی کتاب استفاده می‌شده است.

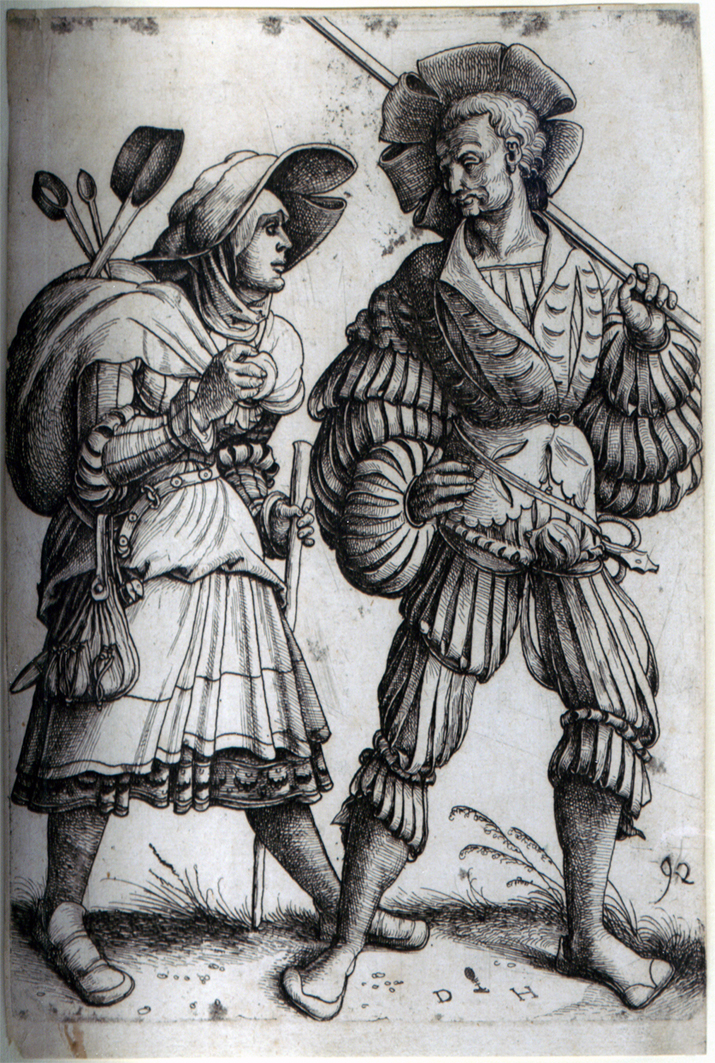
سرباز و همسرش. حکاکی توسط دانیل هاپفر، که اعتقاد بر این است که اولین کسی بود که این تکنیک را در چاپگری به کار برد.

در حکاکی خالص سنتی، یک صفحه فلزی (معمولاً از مس، روی یا فولاد) با یک زمین مومی مقاوم در برابر اسید پوشانده می‌شود.
سپس هنرمند با سوزن حکاکی نوک‌دار زمین را در جایی که هنرمند می‌خواهد می‌خراشد. یک خط در قطعه تمام شده ظاهر می‌شود و فلز لخت را آشکار می‌کند. échoppe، ابزاری با یک بخش بیضی شکل مایل، همچنین برای خطوط «برجسته» استفاده می‌شود. سپس صفحه را در حمام اسیدی فرو می‌برند، که به عنوانmordant (به فرانسوی به معنی «گزنده») یا تیزاب شناخته می‌شود، یا تحت تأثیر اسید قرار می‌گیرد. اسید بسته به قدرت خود و زمان، تا عمقی فلز را می‌گزد (که تحت یک واکنش ردوکس قرار می‌گیرد) و نقش (همان‌طور که در موم حک شده است) روی صفحه فلزی باقی می‌ماند. سپس زمینه باقی مانده از صفحه پاک می‌شود. برای استفاده‌های اولیه و مجدد، سراسر صفحه با هر جوهر غیر خورنده انتخابی مرکب زده می‌شود و جوهر سطح تخلیه و پاک می‌شود و جوهر در فرمهای حک شده باقی می‌ماند.
سپس صفحه را با یک ورق کاغذ (اغلب برای نرم شدن آن مرطوب می‌کنند) در یک ماشین چاپ پرفشار قرار می‌دهند. کاغذ جوهر را از خطوط حکاکی شده می‌گیرد و چاپ می‌کند. این روند را می‌توان چندین بار تکرار کرد. معمولاً چند صد قالب (نسخه) را می‌توان قبل از اینکه صفحه نشانه زیادی از سایش نشان دهد چاپ کرد. کار روی صفحه را می‌توان با واکس مجدد و حکاکی بیشتر به آن اضافه یا تعمیر کرد. این قبیل حکاکی (صفحه) ممکن است در بیش از یک حالت استفاده شده باشد.

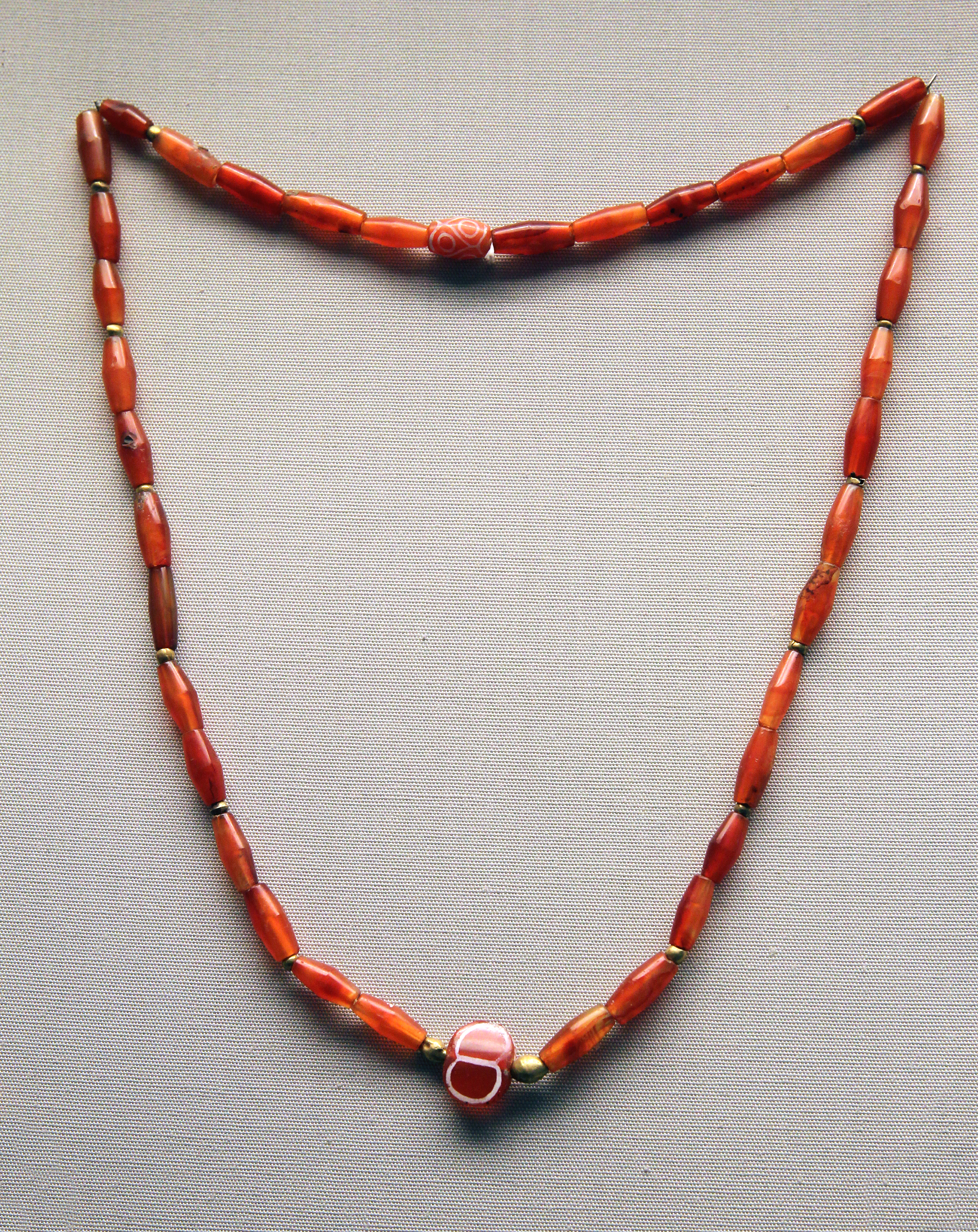
گردنبند با حکاکی فلزی در موزه سلطنتی بریتانیا

چاپ فلزی اغلب با تکنیک‌های دیگر مانند حکاکی (مانند رامبراند) یا آکواتینت (مانند فرانسیسکو گویا) ترکیب شده است.

## انواع صفحات فلزی
مس یک فلز سنتی است و هنوز هم برای حکاکی ترجیح داده می‌شود، زیرا به‌طور یکنواخت دچار خوردگی می‌شود، بافت را به خوبی حفظ می‌کند و هنگام پاک کردن رنگ جوهر را مخدوش نمی‌کند. روی ارزان‌تر از مس است، بنابراین برای مبتدیان ترجیح داده می‌شود، اما به تمیزی مس خورده نمی‌شود و برخی رنگ‌های جوهر را تغییر می‌دهد. محبوبیت استیل به عنوان یک بستر حکاکی در حال افزایش است. افزایش قیمت مس و روی، استیل را به جایگزین قابل قبولی سوق داده است. کیفیت خط استیل نسبت به مس کمتر است، اما از روی بهتر است. فولاد دارای آکواتین طبیعی و غنی است.
نوع فلز مورد استفاده برای صفحه بر تعداد چاپ‌هایی که صفحه تولید می‌کند تأثیر می‌گذارد. فشار محکم دستگاه چاپ با هر بار عبور به آرامی جزئیات ریز تصویر را از بین می‌برد. به عنوان مثال، با مس نسبتاً نرم، جزئیات حکاکی بسیار سریع شروع به سایش می‌کنند، برخی از صفحات مسی تنها پس از ده چاپ، سایش شدید را نشان می‌دهند. از سوی دیگر، استیل بسیار بادوام است. این فرسودگی تصویر در طول زمان یکی از دلایلی است که باعث می‌شود چاپ‌های چاپ فلزی در اوایل سری شماره گذاری شده ارزش بیشتری پیدا کنند؛ بنابراین یک هنرمند هنگام انتخاب فلز، تعداد کل چاپ‌هایی را که می‌خواهد تولید کند در نظر می‌گیرد.

## مصارف صنعتی
چاپ فلزی همچنین در ساخت بردهای مدار چاپی و دستگاه‌های نیمه هادی و در تهیه نمونه‌های فلزی برای مشاهده میکروسکوپی استفاده می‌شود.
قبل از سال ۱۱۰۰ میلادی، فرهنگ هوهوکام در دنیای جدید به‌طور مستقل از تکنیک حکاکی اسید در طرح‌های بدنه استفاده می‌شد. پوسته‌ها در زمین ساییده و سپس در اسیدی که احتمالاً از آب تخمیر شده کاکتوس ساخته می‌شد غرق می‌گشتند.

## چاپ
چاپ صفحه با پوشاندن سطح با جوهر چاپ انجام می‌شود، سپس با پارچه تارلاتان یا کاغذ روزنامه روی سطح مالیده و جوهر را در نواحی و خطوط خشن باقی می‌ماند. کاغذ مرطوب روی صفحه قرار داده می‌شود و هر دو از طریق یک دستگاه چاپ اجرا می‌شوند. فشار کاغذ را مجبور به تماس با جوهر می‌کند و تصویر را منتقل می‌کند.
متأسفانه، فشار، ماهرانه تصویر را در صفحه تنزل می‌دهد، مناطق زبر را صاف می‌کند و خطوط را می‌بندد. یک صفحه مسی حداکثر برای چند صد چاپ از یک تصویر حکاکی شده خوب است که شدت حک شده تصویر قبل از تخریب توسط هنرمند بیش از حد بزرگ در نظر گرفته شود. در آن مرحله، هنرمند می‌تواند به‌صورت دستی صفحه را با حکاکی مجدد آن بازیابی کند، اساساً زمینه را دوباره روی آن قرار داده و خطوط خود را دوباره دنبال کند. به‌طور متناوب، صفحات را می‌توان قبل از چاپ با فلز سخت‌تر برای حفظ سطح، آبکاری کرد. روی نیز مورد استفاده قرار می‌گیرد، زیرا به عنوان یک فلز نرم تر، زمان حکاکی کوتاه‌تر است. با این حال، این نرمی همچنین منجر به تخریب سریعتر تصویر در پرس می‌شود.

### بهترین فلز برای پلیت چاپ فلزی
هر فلز ویژگی خاص خود را دارد مس فلزی است که برای چاپ فلزی بهتر جواب می‌دهد فلز روی نرم‌تر است و هنگام استفاده در روشهای درای پوینت و آکواتینت ممکن است تعداد کمی چاپ خوب بدهد.
به دلیل نرمی فلز، روی بافت هاشوری به شکل توده ای از سیاهی چاپ می. شود اما همان بافت بر روی مس پس از چاپ وضوح بیشتری دارد. مهم‌ترین امتیاز روی بر مس ارزان‌تر بودن آن می‌باشد.
هر دو فلز را به صورت پرداخت شده و آماده می‌توان در مناسبترین اندازه و ضخامت ۱/۵ الی ۲ میلی‌متر تهیه کرد. چون فلز روی ارزانتر از مس است برای تجربه و تمرین مناسبتر به نظر می. آید مخصوصاً وقتی ۱۰ تا ۱۵ نمونه چاپ شده مورد نیاز باشد.

### برش پلیت در اندازه‌های گوناگون چاپ اچینگ
اگر به اندازه‌های کوچک‌تر نیاز است پلیت را در جهت روبروی دستگاه به طوری که پشت پلیت در مقابل شما باشد در وضعیت ثابت قرار دهید با نوک یک فلز تیز مانند قلم فولادی درای پوینت یا قلم حکاکی روی خط مشخص شده بکشید تا بریده شود. مراقب سطح روی پلیت باشید تا خراشیده یا لکه دار نشود.

### سوهان کاری لبه‌های پلیت برای چاپ فلزی
مراقب اثر انگشت هنگام کار باشید. همه لبه‌ها باید صیقلی و اریب. باشد سوهان کاری را با زاویه ای کمتر از ۴۵ درجه شروع کنید و به تدریج زاویه را افزایش دهید تا فقط یک لبه باریک در زیر باقی بماند.
پلیت را در جهت دیگر بچرخانید و به خاطر داشته باشید که همواره باید مراقب سطح روی پلیت باشید. قسمتهای تیز را به منظور رسیدن به لبه‌های منحنی شکل سوهان کاری نمایید با سوهان کشیدن به طرف زیر پلیت می‌توان گوشه‌های مایل به دست آورد.
با یک قلم موی نرم براده‌های ناشی از سوهان کاری را دور کنید به طوری که سطح پلیت خراشیده نشود به ناچار براده‌ها پس از غوطه ور شدن پلیت در اسید دوباره به وجود می‌آیند قبل از شروع به چاپ دقت کنید تا براده‌ها باعث پاره شدن کاغذ نشود صرف نظر از نتیجه ورنی و خود، پلیتها به واقع آنچه نکته اصلی برای نشان دادن صفحات چاپ شده می‌باشد، مواد مراحل کار و احتیاط است.
احتیاط در مقابل غبار و آثار انگشت اغلب بیشتر از خود چاپ اهمیت دارد. اما کمترین احتمال، آن راضی نبودن از نتیجه کار می‌باشد پس عاقلانه است برای داشتن نتیجه مثبت مراقب باشید. در مورد مواد با دقت کردن در انتخاب مواد هر نوع ماده ای که بتواند نتیجه مورد نظر را به دست آورد با این شرط که به پلیت یا ورنی صدمه نزند قابل استفاده است.

### چگونگی پاک کردن پلیت
مواد :لازم، آمونیاک سود سوزآور گل سفید (مل)، کاغذ خشک کن، دستمال
دو راه برای تمیز کردن وجود دارد:
1. مل و آب مل
2. محلول ضعیف سود سوزآور یا محلول آمونیاک

اگر از آمونیاک استفاده می. کنید مقدار کمی آمونیاک و به همان نسبت آب را به صورت محلول درآورید و با مل داخل یک پیاله مخلوط کنید تا به شکل خمیر درآید.
خمیر آماده شده را با یک تکه دستمال به روی تمام سطح پلیت. بمالید سپس پلیت را در زیر جریان آب که به‌طور یکنواخت بر تمام سطح آن جاری می‌باشد قرار دهید تا هیچ اثری از چربی خمیر بر سطح پلیت باقی نماند.
نباید هیچ خمیری به روی لبه یا پشت بلیت باقی مانده باشد؛ چرا که در مقاومت ورنی تأثیر نامطلوب خواهد گذاشت.
خشک کردن پلیت هم از طریق حرارت ملایم و هم با استفاده از کاغذ خشک کن می‌تواند انجام شود. اکنون در جابه جایی پلیت باید بیشتر مراقب اثر انگشت. بود. به‌طور کلی مس فلزی چرب می‌باشد و باید به آن توجه داشت.
چربی روی پلیت یکی از علل اصلی لکه‌های زننده می‌باشد علت پیدایش لکه زننده مربوط به زمانی است که ورنی به‌طور مناسب به پلیت نمی‌پیوندد و سبب می‌شود که اسید به آن قسمت از پلیت نفوذ کند.

## اندودکاری پلیت چاپ فلزی
مواد لازم: پلیت گرم، شعله دابر، غلتک، ورنی جامد، کاغذ خشک کن
مسئله عمده در استفاده از هر نوع ورنی مقاوم بودن در برابر اسید می‌باشد. دو نوع ورنی وجود دارد نرم و سخت.
ورنی نرم به هر چیزی که در مجاورت آن قرار بگیرد می‌پیوندد و روی زمینه پلیتی که به وسیله اسید خورده خواهد شد تأثیر می‌گذارد. کار خاص و نوع اجرای ورنی نرم می‌تواند در قسمتهایی از روش درای پوینت یا روشهای دیگر مورد استفاده قرار بگیرد. هنگامی که لازم است مستقیم روی پلیت طراحی شود، دیگر ورنی نرم استفاده نمی‌شود بلکه برای این منظور از ورنی جامد استفاده خواهد شد.
ورنی جامد باید به‌طور کافی سخت باشد تا بتوان آن را در دست گرفت و همچنین مراقب باشید که ورنی به نوک قلم حکاکی نچسبد.
بهتر است که ورنی در زیر هر قلم به شکل ذرات ریز خرد شود. در همین زمان ورنی باید قابلیت ارتجاع کافی داشته باشد تا بدون لب پریدگی حرکت قلم به روی آن به نرمی میسر گردد.
این نوع ورنی را می‌توانید در اشکال توپی بسازید یا خریداری کنید ساختن ورنی نسبت به خرید آماده آن فقط ارزان‌تر است و ورنی آماده اغلب رضایت بخش تر از نوع خانگی آن می‌باشد.
دستور کامل روی بطری آن داده شده است و روشی نسبتاً ساده می‌باشد بهر حال استفاده از ورنی مایع با یک تعداد مانع همراه است. بیشترین مانع زمانی است که می‌خواهید مازاد ورنی را به بطری برگردانید.
در هنگام جمع‌آوری ورنی به ناخالصی‌های آن توجه کنید از طرف دیگر پس از هر بار استفاده دور ریختن آن مقرون به صرفه نیست. استفاده از ورنی با گرم کردن پلیت عملی می‌شود. کمی ورنی را روی پلیت ذوب کنید و سطح پلیت را با یک لایه نازک از آن به وسیله غلتک یا دابر بپوشانید.
در استفاده از دابر مرکب با ضخامت بیشتری روی پلیت قرار می‌گیرد از آنجا که غلتک حفره‌ها را پر نمی‌کند و سطح یکنواخت نمی‌دهد استفاده از دایر ضروری است یک غلتک پلاستیکی نرم، راحت‌ترین وسیله برای این کار است و پلیت را با استفاده از یک صفحه داغ که شامل یک لوله گاز متحرک (شعله) در زیر است گرم نمایید. این صفحه آهنی بوده و به ابعاد ۵۰ ×۵۰ سانتی‌متر است.
صفحه داغ باید بزرگتر از پلیت باشد:
1. برای اینکه پلیت بر اساس درجه حرارت منبسط می‌شود.
2. اگر احتیاج باشد که ورنی بیشتر یا کمتر گرم شود می‌توان پلیت را با سرعت به جلو و عقب برد و هماهنگی لازم را به دست آورد.

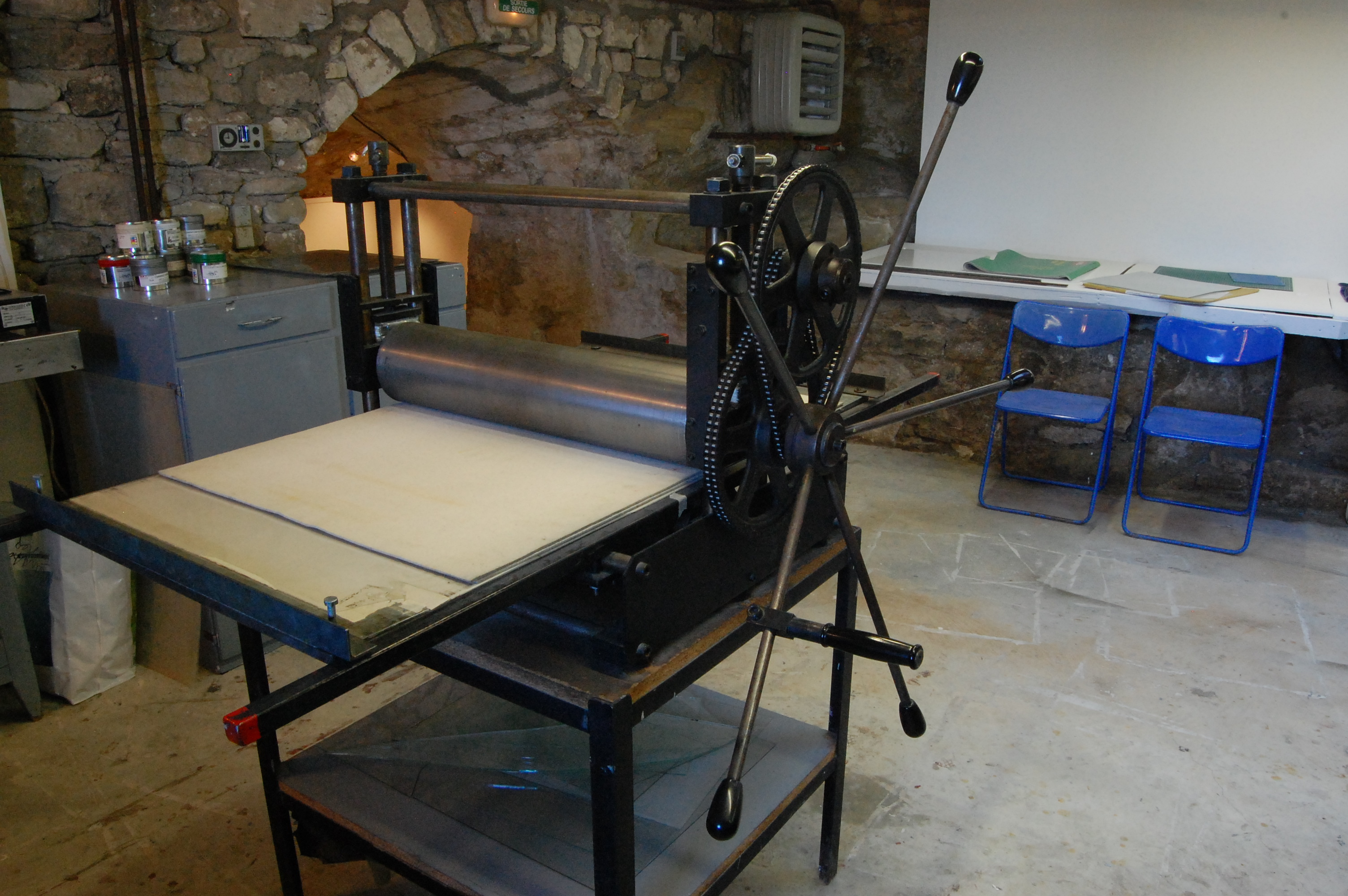
پرس سیلندر برای چاپ چاپ فلزی